# François Lissarrague
Pour les articles homonymes, voir Lissarrague.
François Lissarrague, né le 5 août 1947 à Saint-Mandé et mort le 15 décembre 2021 à Paris, est un historien et anthropologue français, spécialiste de la Grèce antique et plus particulièrement de l'étude des images.

## Biographie
Après une formation en lettres classiques à la Sorbonne, François Lissarrague enseigne en collège et lycée. Il effectue sa thèse sous la direction de Pierre Vidal-Naquet. Il entre au CNRS en 1980 et devient directeur d'étude à l'EHESS en 1996. 
Il a été professeur invité dans plusieurs universités dont Pise, Naples, Lausanne et a été visiting professor à Berkeley. Ses travaux ont porté sur l'interprétation des images grecques grâce à l'anthropologie historique.

Selon Alain Schnapp, 

« il s’impose comme une figure marquante des études iconographiques en ce début du XXIe siècle. »

## Publications
- Un flot d’images. Une esthétique du banquet grec. Paris 1987  (ISBN 2-87660-001-3)
- L’Autre Guerrier. Archers, peltastes, cavaliers dans l’imagerie attique. Paris 1990  (ISBN 2-7071-1944-X)
- avec Irène Aghion, Claire Barbillon, Héros et dieux de l’Antiquité. Guide iconographique. Paris 1994  (ISBN 2-08-011746-7)
- Vases grecs. Les Athéniens et leurs images. Paris 1999  (ISBN 2-85025-706-0)
- La Cité des satyres. Une anthropologie ludique (Athènes VIe – Ve siècle av. J.-C.). Éditions de l'École des hautes études en sciences sociales, Paris 2013  (ISBN 978-2-7132-2384-6)

## Sources
- Les archives scientifiques de François Lissarrague sont conservées à l'Institut national d'histoire de l'art[4].